# Зрачок Марка Ганна
 Зрачок Марка Ганна   или  дефект относительной афферентности зрачков  (RAPD) — медицинской симптом, наблюдаемый при испытании качающимся светом, в результате чего зрачки пациента не сужаются, когда яркий свет перемещается из не поражённого глаза в поражённый. Пораженный глаз ещё воспринимает свет и производит сужение зрачка сфинктера до некоторой степени, хотя и недостаточно.
Наиболее распространённой причиной зрачка Марка Ганна является поражение  зрительного нерва (между сетчаткой и перекрёстом зрительного нерва), или тяжелой болезнью сетчатки. Он назван в честь шотландского офтальмолога Роберта Марка Ганна.

## Экспертиза
Зрачок Марка Ганна — дефект афферентности зрачков, указывающий на снижение  реакции на свет зрачка в поражённом глазе.
В тесте качающегося света (англ. swinging flashlight test), свет поочередно попадает в левый и правый глаз. Нормальной реакцией было бы одинаковое сужение обоих зрачков, независимо от того, в какой глаз направлен свет. Это указывало бы на прямую и бездефектную  реакцию зрачков на свет. Когда тест выполняется в глаз с дефектом афферентнсти  зрачка, то свет, направленный в поражённый глаз может произвести только ограниченное сужение обоих зрачков (вследствие пониженной реакции на свет из-за дефекта афферентности), в то время как свет в не поражённый глаз приводит к нормальному сужение обоих зрачков (вследствие неповреждённого эфферентного пути и нетронутого рефлекса синхронности зрачков). Таким образом, резкий свет в поражённый глаз будет производить меньшее сужение зрачков, чем резкий в непоражённый глаз.
Зрачок Марка Ганна  отличается от общего поражения зрительного нерва, в котором пораженный глаз вообще не воспринимает свет. В этом случае, резкий свет в поражённый глаз не произведёт никакого эффекта.
Анизокория отсутствует. Зрачок Марка Ганна  входит, в числе прочих условий, в неврит зрительного нерва. Он также может присутствовать при ретробульбарном неврите зрительного нерва вследствие рассеянного склероза, но только в течение 3-4 недель, до тех пор, пока острота зрения не начнет улучшаться  в течение 1-2 недель и может вернуться к норме.